# Wognum
Wognum  è una località olandese situata nel comune di Medemblik, nella provincia dell'Olanda Settentrionale.
Wognum ricevette i diritti di città nel 1392, ma li perse nel 1426. Nel 2007 si è fuso con i comuni di Medemblik e Noorder-Koggenland nel comune superstite di Medemblik.
Vi ha sede la Dirk Sheringa Beheer.